# Битва за Камдеш
Битва за Камдеш — бій, що відбувся 3 жовтня 2009 між бойовиками Талібану і силами коаліції в районі села Камдеш, що в провінції Нуристан (Афганістан).
Близько трьохсот бойовиків атакували два блокпости сил коаліції. Після 12-годинного бою нападники були відбиті. Тоді загинуло 8 солдат і 22 отримали поранення.
Після бою американське командування, діючи за заздалегідь затвердженому плану, евакуювало блокпост в с. Камдеш.
За результатами бою дев'ять американських солдат отримали медаль «Срібна Зірка». Штаб-сержанти армії США Клінтон Ромешей (вручена 11 лютого 2013) та Тай Картер були нагороджені вищою військовою нагородою США — «Медаллю Пошани».